# Brommella falcigera
Brommella falcigera is een spinnensoort uit de familie Cicurinidae. 
De wetenschappelijke naam van de soort werd voor het eerst geldig gepubliceerd in 1935 door Balogh.